# Billo Frómeta
Luis María „Billo“ Frómeta Pereira (* 15. November 1915 in Santo Domingo; † 5. Mai 1988 in Caracas) war ein dominikanischer Musiker, Komponist und Orchesterleiter.

## Leben
Frómeta wuchs in San Francisco de Macorís auf, wo er Komposition und Solfège bei Sixto Brea, Harmonielehre und Komposition bei Rafael Pimentel sowie Klarinette und Saxophon bei Oguis Negrete studierte. Aus dieser Zeit datierte seine Freundschaft mit dem Pianisten Simón Damirón und dem Bandleader Rafael Minaya. Im Alter von 15 Jahren gründete er die Banda del Cuerpo de Bomberos de Ciudad Trujillo.
1933 ging er nach Santo Domingo, wo er Gitarrenunterricht gab und Saxophon in einem Theaterorchester spielte. Auf Anregung des Geigers Freddy Coronado gründete er die Gruppe Conjunto Tropical. Mit den Ingenieurstudenten Damirón und Coronado und Negrito Chapuseaux, der gleich ihm Medizin studierte, gründete Frómeta die Santo Domingo Jazz Band, die erst Damirón, nach dessen Emigration nach Puerto Rico er selbst leitete. Während dreier Jahre gab er dann wegen seines Medizinstudiums seine musikalischen Tätigkeiten auf.
1937 reiste Frómeta mit der Santo Domingo Jazz Band nach Venezuela, wo diese unter dem Namen Billo’s Happy Boys in Caracas debütierte. Bis zu seiner Auflösung 1939 trat die Band hier regelmäßig im Roof Garden auf. 1940 gründete er die Billo’s Caracas Boys, zu deren Gründungsmitgliedern u. a. Kuroky Sánchez, Freddy Coronado und César Espín gehörten. Das Orchester arbeitete mit Musikern wie Luis Alfonzo Larrain, Pedro J. Belisario, Aldemaro Romero, Chucho Sanoja, Rafael Minaya und Dámaso Pérez Prado zusammen. Von 1945 bis 1957 trat das Orchester im Programm A gozar muchachos von Radio Caracas auf. 1954 wurde La Revista de Billo im venezolanischen Fernsehen gezeigt. Nach dem Sturz des Diktators Marcos Pérez Jiménez 1958 wurde Frómeta unter dem Vorwurf, ein Unterstützer des Regimes gewesen zu sein, ein Auftrittsverbot erteilt.
Er ging daraufhin nach Kuba und leitete in Havanna ein Orchester mit kubanischen Musikern. Es entstanden Aufnahmen mit den Sängern Victor Pérez, Alberto Beltrán, Carlos Díaz und Pío Leyva. Nachdem sein Auftrittsverbot aufgehoben wurde, kehrte Frómete 1960 nach Caracas zurück. Mit seinem neugegründeten Orchester arbeitete er mit Sängern wie Felipe Pirela, José Luis Rodríguez (El Puma), Eli Mendez, Joe Urdaneta, Cheo García und Memo Morales zusammen.
Während der Vorbereitungen zu einem Konzert, das das Orquesta Sinfónica de Venezuela 1988 anlässlich seines fünfzigjährigen Bühnenjubiläums 1988 am Teatro Teresa Carreño geben sollte, erlitt Frómeta einen Schlaganfall, dem er wenige Tage später erlag.